# 後閑菊野
後閑 菊野（ごかん きくの、1866年11月15日（慶応2年10月9日） - 1931年（昭和6年）6月21日）は、明治から昭和にかけての女性教育者。桜蔭女学校の初代校長。名はキクノとも表記。

## 経歴
播磨国（現・兵庫県）出身。東京女子師範学校小学師範科、東京女子高等師範学校卒業。同校教師となり、国語・修身・作法などを担当する。
1911年（明治44年）2月、東京女子高等師範学校教授となる。
1918年（大正7年）4月、宮内省御用掛となり、皇太子妃に内定した久邇宮良子女王の教育主任を務める。
1924年（大正13年）3月、東京女子高等師範学校の同窓会組織「桜蔭会」が設立した桜蔭女学校の初代校長となる。

## 著書
- 『家事提要』